# ТЕС Хуфуф
25°41′3″ пн. ш. 49°31′13″ сх. д. / 25.68417° пн. ш. 49.52028° сх. д.
ТЕС Хуфуф — теплова електростанція на сході Саудівської Аравії, яка обслуговує цементний завод компанії Saudi Cement.
Електростанція, яка стала до ладу в 2010-му, використовує три встановлені на роботу у відкритому циклі газові турбіни номінальною потужністю по 36 МВт. Втім, в умовах спекотного клімату при температурі повітря 50 градусів Цельсію фактична потужність знижується до 29,8 МВт.
Як паливо станція може використовувати природний газ та нафтопродукти. Природний газ надходить по трубопроводу від установки розділення нафти та газу №1 (GOSP-1) блоку Шедгам (один з блоків найбільшого в світі нафтового родовища Гавар), при цьому першу нитку довжиною 11 км проклали тут ще в 1962 році (на той час блакитне паливо використовувалось лише в печах).